# Szerencs (distrikt)
Szerencs är ett distrikt i Ungern. Det ligger i provinsen Borsod-Abaúj-Zemplén, i den nordöstra delen av landet, 170 km öster om huvudstaden Budapest.